# Frank Gorman
Francis Xavier „Frank“ Gorman (* 11. November 1937 in New York City) ist ein ehemaliger US-amerikanischer Wasserspringer.

## Lebenslauf
Frank Gorman wurde 1937 als jüngstes von sechs Kindern in New York geboren. Seine sportbegeisterte Familie förderte das Talent des Jungen sehr früh, insbesondere durch vermehrtes Sprung- und Akrobatiktraining in den Sommerurlauben am Lake Tonetta in der Nähe von Brewster. Im Jahr 1952 gewann er bei den Meisterschaften der New Yorker Schulen den Wassersprung-Wettbewerb und wurde damit jüngster Titelträger der Geschichte. Diesen Titel konnte er danach noch drei Mal in Folge gewinnen. Durch diese Erfolge wurde der Trainer des Sportteams der Harvard University auf ihn aufmerksam. In seinen vier Jahren an der Universität wurde Gorman der dominierende Springer der Universitäts-Wettbewerbe und wurde gar acht Mal zum All-American gewählt. Er blieb während seiner Universitäts-Zeit in direkten Sprungduellen unbesiegt.
Nachdem er die Universität abgeschlossen hatte, peilte er die Teilnahme an den Olympischen Sommerspielen 1960 in Rom an. Die Amerikaner nominierten jedoch für ihre vier Startplätze Bob Webster, Sam Hall und Gary Tobian. Letzterer nahm an beiden Wettbewerben teil. Die US-Amerikaner konnten in Rom sowohl vom 3-Meter-Brett als auch von der 10-Meter-Plattform überlegen Gold und Silber gewinnen.
Nach dieser sportlichen Enttäuschung schloss sich Gorman der US Navy an, wo er der Sportabteilung der US Naval Academy in Annapolis, Maryland zugeteilt wurde. Vor den Olympischen Spielen 1964 in Tokio versuchte er wieder, sich für das US-Team zu qualifizieren. Dieses Mal gewann er die interne Qualifikation für das 3-Meter-Brett überlegen von seinen Teamkollegen Kenneth Sitzberger und Lawrence Andreasen und durfte daher nach Tokio reisen. Auch seine beiden Teamkollegen wurden für Tokio nominiert.
Nachdem er die Qualifikation überlegen gewonnen hatte, schien ihm nach acht Sprüngen die Gold-Medaille nicht mehr zu nehmen. Beim Vorletzten Sprung des Wettbewerbs aber kam er mit dem Rücken auf und verlor gegenüber seinem Teamkollegen Ken Sitzberger massiv Punkte und fiel deutlich hinter ihn zurück. Gorman riskierte beim letzten Sprung noch einmal alles, konnte aber nicht mehr an seinem Teamkollegen vorbeiziehen. Er holte während dieses Wettbewerbs bei 9 von 10 Sprüngen die meisten Punkte, verlor jedoch Gold aufgrund seines neunten Versuchs. Das Podium komplettierte Lawrence Andreasen. Ein komplettes US-amerikanisches Podium bei den Sprungwettbewerben wurde seitdem nie wieder erreicht.
Nach den Olympischen Spielen wurde er Investmentmakler, wechselte aber später in den Telekommunikationssektor. Er ist bis heute der einzige Wasserspringer von Harvard, der eine Medaille von Olympischen Spielen mit nach Hause bringen konnte.
2016 wurde Gorman, der sich auch nach seiner aktiven Karriere im Wassersprungsport betätigte, in die International Swimming Hall of Fame aufgenommen.